# Kloster St. Afra (Meißen)

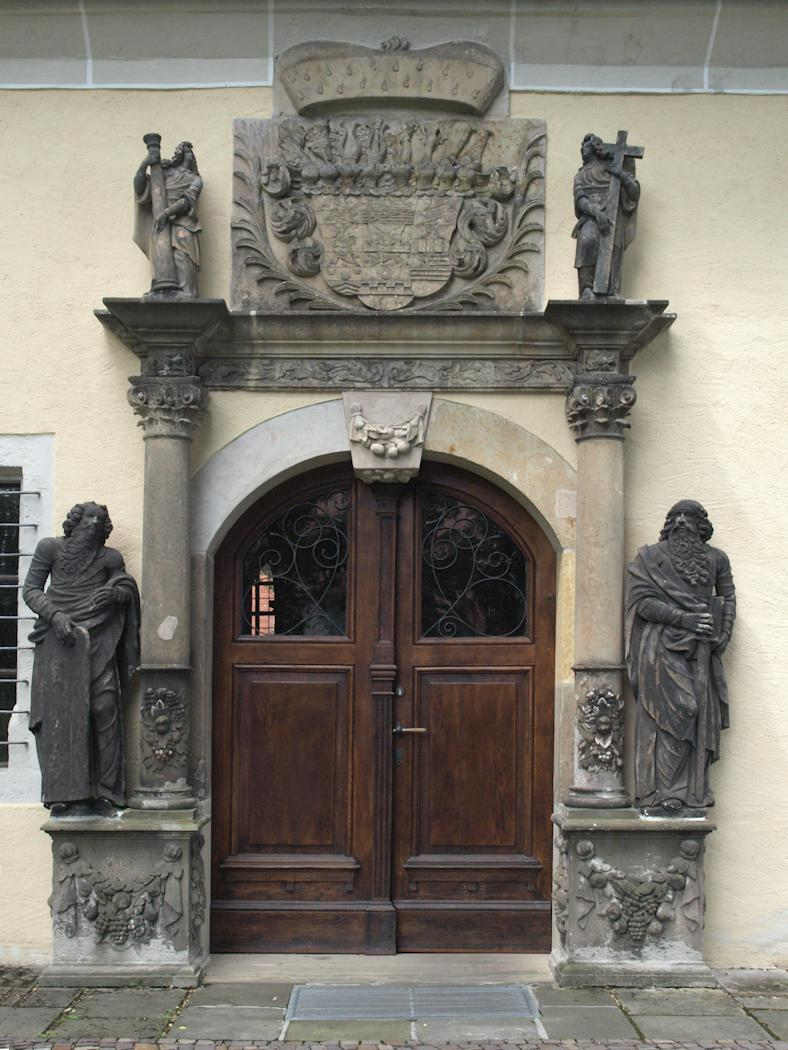
Frühbarockes Portal von 1670

Das Augustiner-Chorherrenstift St. Afra in Meißen wurde 1205 durch Bischof Dietrich II. von Kittlitz gegründet. Im Zuge der Reformation wurde die Einrichtung säkularisiert. Im Jahr 1543 wurde in den Gebäuden die erste Fürsten- und Landesschule in Sachsen gegründet. Weiterhin ist in dem ehemaligen Kloster seit 1991 die 1949 gegründete Evangelische Akademie der Evangelisch-Lutherischen Landeskirche Sachsens (EvLKS) untergebracht.

## Geschichte
Von der Gründung des Augustiner-Chorherrenstifts St. Afra in Meißen berichten gleich fünf Urkunden, von denen sich jedoch drei als Fälschungen erwiesen haben. Bischof Dietrich II. von Kittlitz (1191–1208) lud die Augustiner-Chorherren nach Meißen ein. Sie kamen vermutlich zum Teil vom Kloster auf dem Lauterberg (Petersberg) bei Halle/Saale vielleicht auch aus den Stiften in Riesa oder Naumburg. Johann Friedrich Ursinus berichtet dazu, dass Bischof Dietrich I. (1024–1046) der fundator Affrae gewesen sei. Hierbei kann es sich nur um den schon bestehenden Vorgängerbau handeln. Das Kloster war ein bischöfliches Eigenkloster. Bereits früh war daran eine Schule angegliedert.
Mit der Reformation, die in Sachsen ab 1539 von Herzog Heinrich durchgeführt wurde, erfolgte die Auflösung des Klosters. Der letzte Propst Nikolaus Klunker verzichtete auf die Prälatur und übergab 1540 den landesherrlichen Kommissaren die Klostergüter.
Kurfürst Moritz errichtete 1543 die erste Fürsten- und Landesschule in Sachsen ein. Sie erhielt den Namen St. Afra. Die Kirche wurde zu einer Pfarr- und gleichzeitig bis 1943 Schulkirche.
Seit 1999 sind die drei vormaligen evangelisch-lutherischen Kirchgemeinden auf Altstädter Seite Meißens (St. Afra, Frauenkirche und Lutherkirche) unter dem Namen Ev.-luth. Kirchgemeinde St. Afra Meißen zusammengefasst. Einzig auf diese Weise ist der Name St. Afra noch mit einer christlichen Lebendigkeit verknüpft. Entlehnt wurde St. Afra für die Landesschule, die Grundschule und ein in der Meißner Schwerterbrauerei gebrautes Schwarzbier.

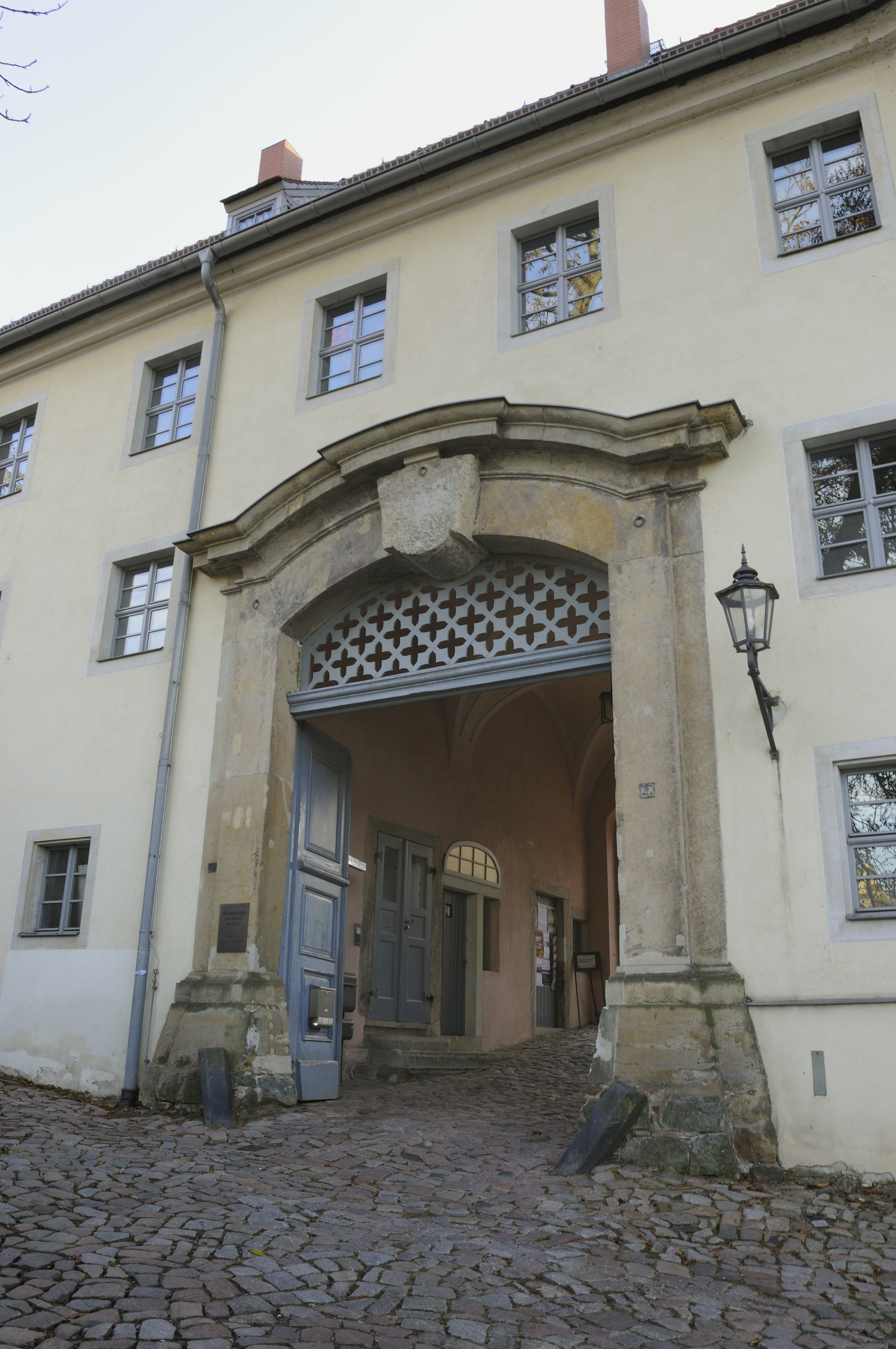
Hoftor zum Kloster
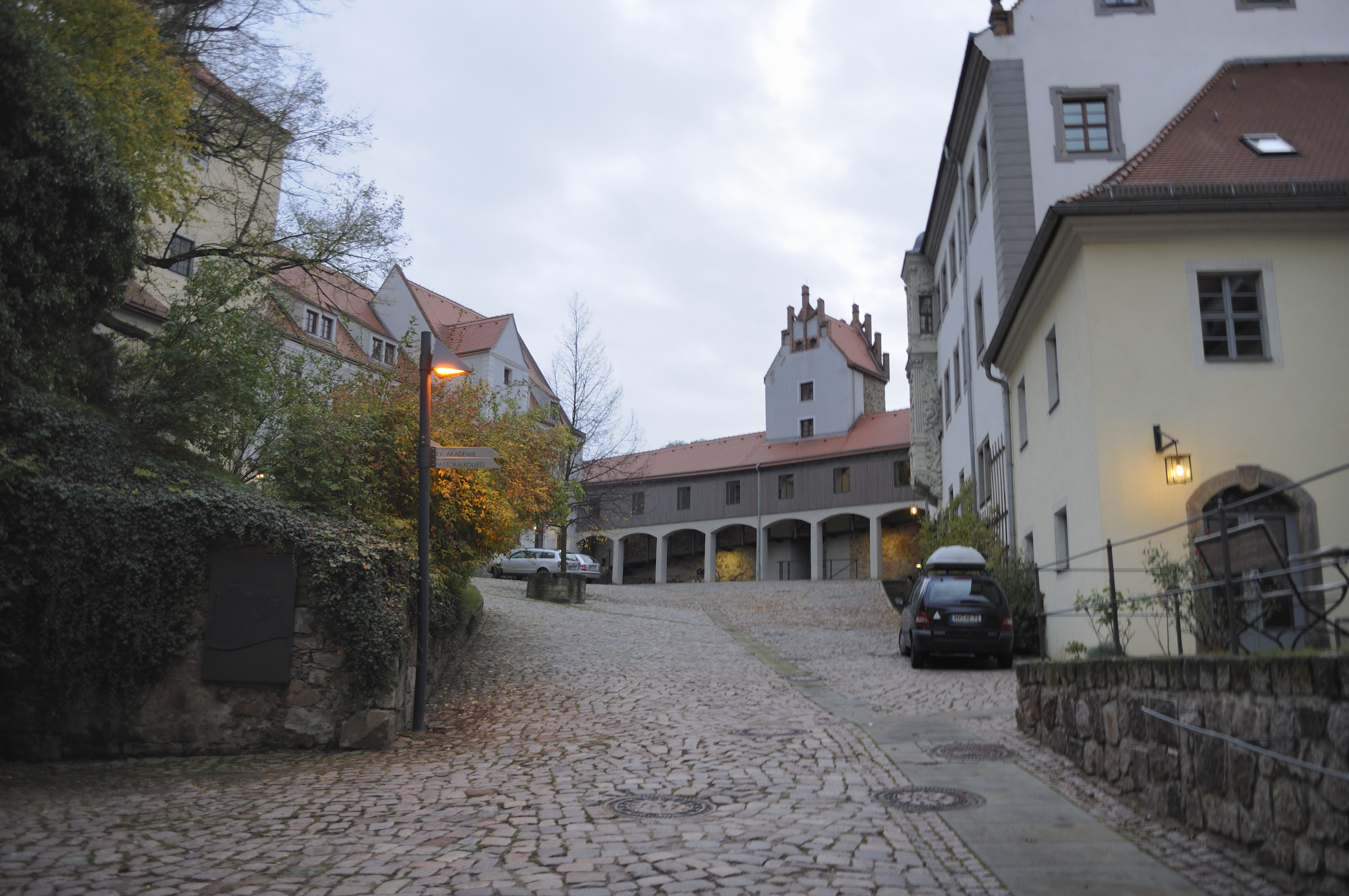
Innenhof des Klosters, im Hintergrund in der Mitte der Pönitenzturm
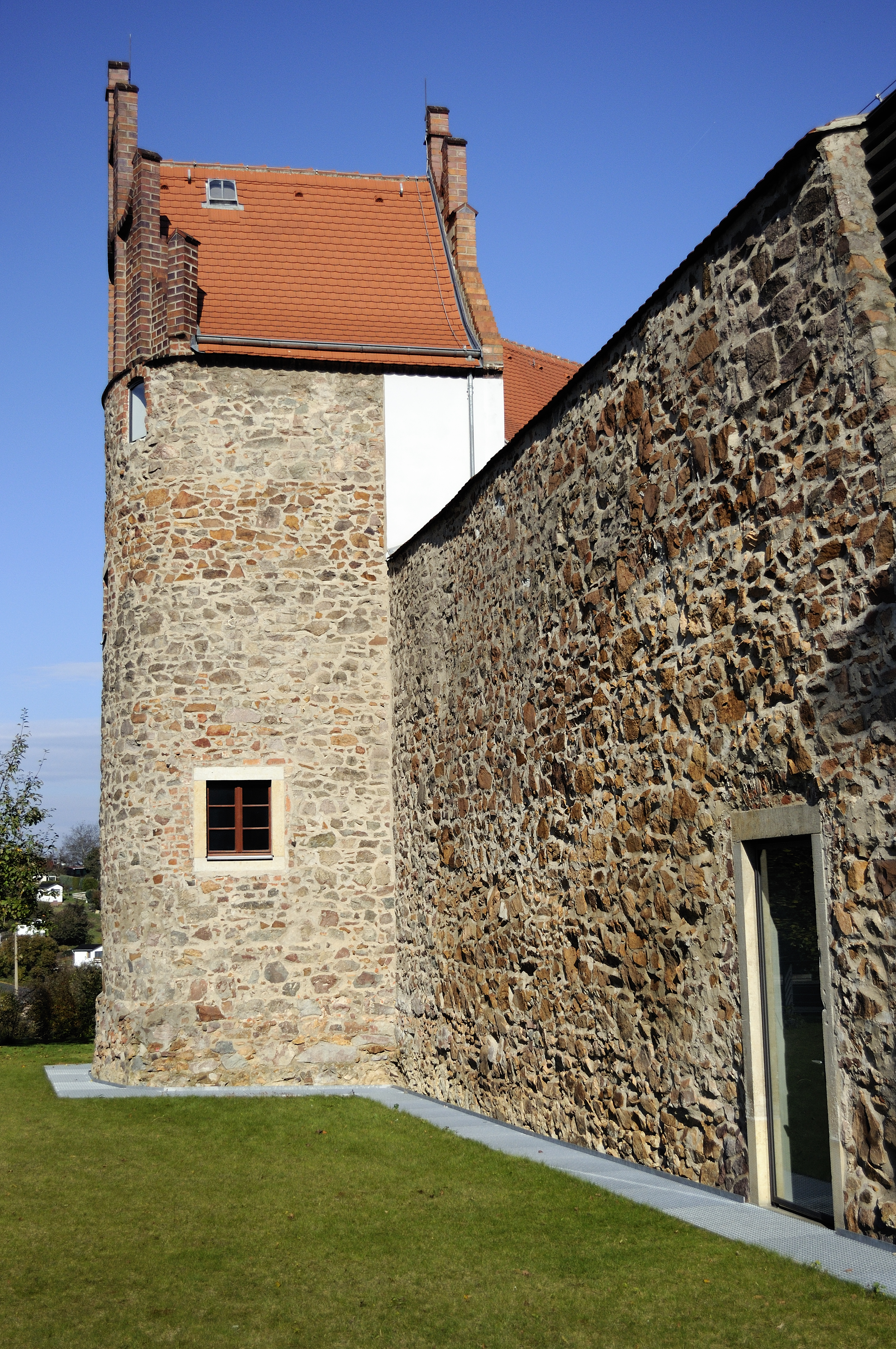
Außenansicht des Pönitenzturms

## Kirche St. Afra

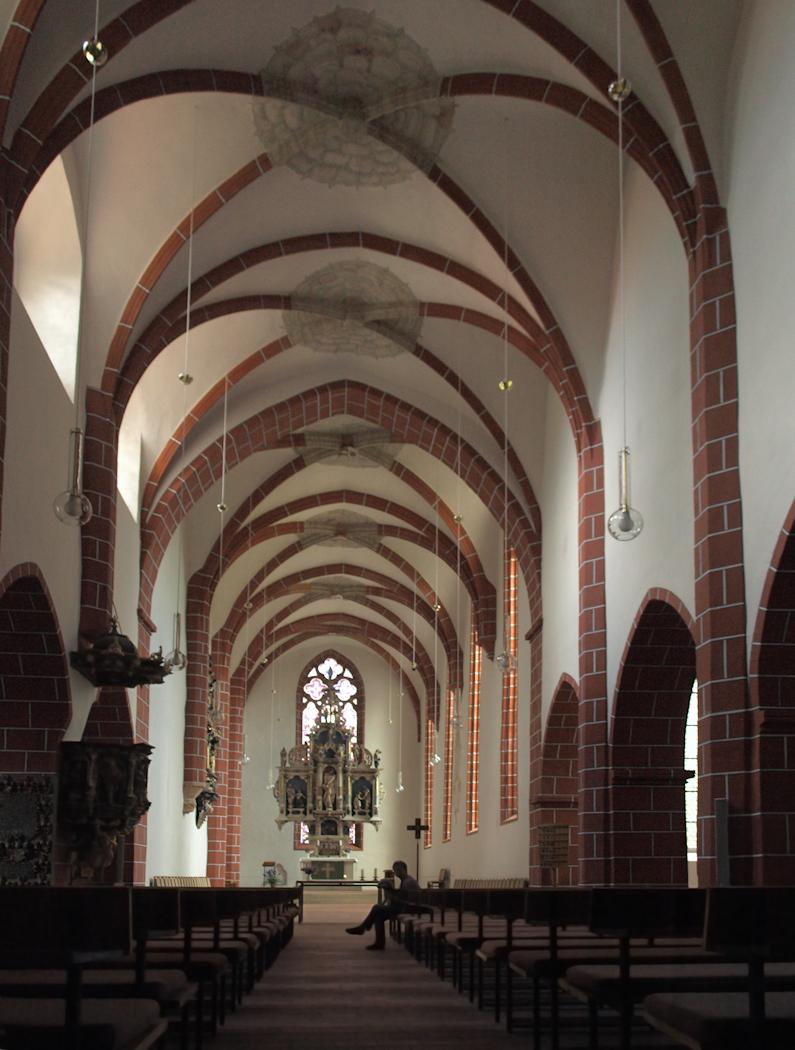
Innenraum nach Osten mit Kanzel und Altar von Valentin Otte

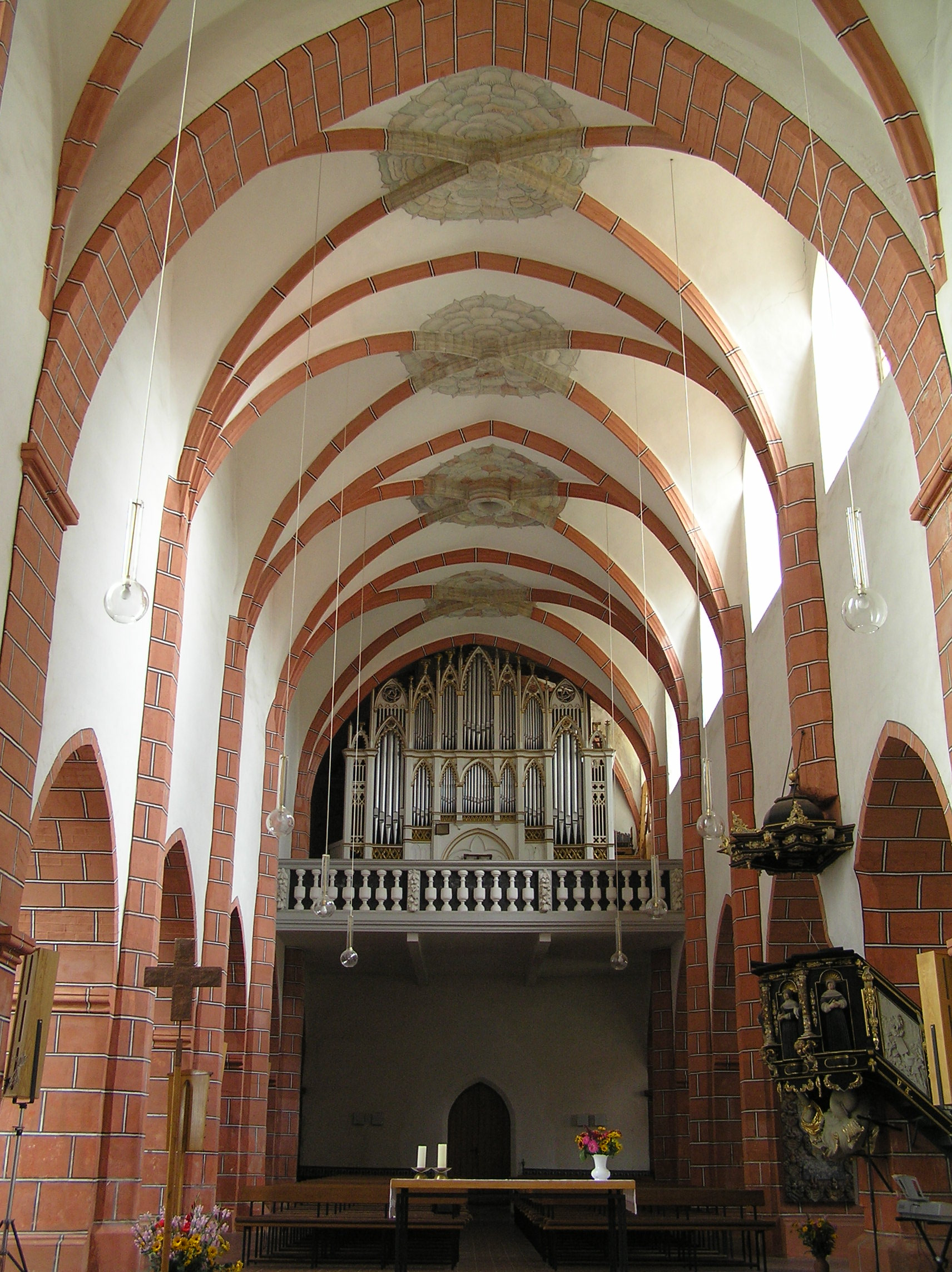
Orgel in St. Afra zu Meißen

### Vorgängerbau
Eingerichtet wurde das Augustiner-Chorherren-Stift um die schon bestehende ältere St.-Afra-Kirche. Sie war eine der ältesten Pfarrkirchen in Sachsen. Die erste Erwähnung einer Kirche an dieser Stelle stammt von 984. Der Vorgängerbau der heutigen Kirche, eine langgestreckte Saalkirche mit Apsis im Osten, wurde 1966 durch Grabung nachgewiesen.

### Baugeschichte der heutigen Kirche
Nach der Stiftsgründung wurde die Kirche auf dem Afraberg als eine spätromanische Basilika neu erbaut. Nach der Mitte des 14. Jahrhunderts wurden die Chorwände erhöht und der Chor mit vier Kreuzrippengewölben geschlossen. Das Hauptschiff erhielt nach 1470 ein gotisches Gewölbe mit fünf Jochen. Bis dahin war das Schiff mit einer geraden Holzbalkendecke versehen. Nach einem Blitzeinschlag im Jahr 1766 erhielt der Turm eine barocke Haube.

### Sehenswerte Details
- Die Kanzel und der barocke Schnitzaltar wurden von Valentin Otte (um 1660) geschaffen.
- Der Martinsaltar war ursprünglich in der Kirche St. Martin in Weinböhla aufgestellt. Er ist das Werk eines unbekannten Meisters aus der Spätgotik von 1503. Heute finden wir den Altaraufbau an der Westwand der Afrakirche. Die Figuren im Mittelteil verkörpern den heiligen Martin mit dem heiligen Urban und dem Evangelisten Johannes. Die Gemälde auf den Seitenflügeln zeigen weitere Heilige: Auf dem linken Flügel sieht man oben den Gnadenstuhl, unten die heilige Barbara. Leider sind die Gemälde links nicht vollständig erhalten. Auf dem rechten Flügel ist oben der heilige Hieronimus dargestellt, unten findet man die heilige Elisabeth und St. Nikolaus. Die Predella zeigt das Schweißtuch der Veronika.
- Das frühbarocke Portal auf der Südseite entstand um 1670. Dargestellt sind links Mose mit den Gesetzestafeln, darüber die symbolisierte Synagoge und rechts der Apostel Paulus mit Schwert, darüber die ebenfalls symbolisierte Kirche (Ecclesia). In der Mitte befindet sich das Majestätswappen der sächsischen Kurfürsten mit dem Kurhut.
- Die Vorhalle mit dem reichen Zellengewölbe stammt aus der Zeit der späten Gotik.
- Die Schleinitzkapelle ist eine Begräbniskapelle der Schleinitze, eines Rittergeschlechtes aus dem 15. und 16. Jahrhundert. Die Kapelle wurde nachträglich an die Kirche angebaut, 1408 von Hugold v. Schleinitz gestiftet und als Kapelle des heiligen Leichnams Christi geweiht. Gegen 1470 wurde sie in westliche Richtung um ein Joch erweitert. Hier befinden sich Grabplatten aus der Gotik und Epitaphe aus der Renaissance.

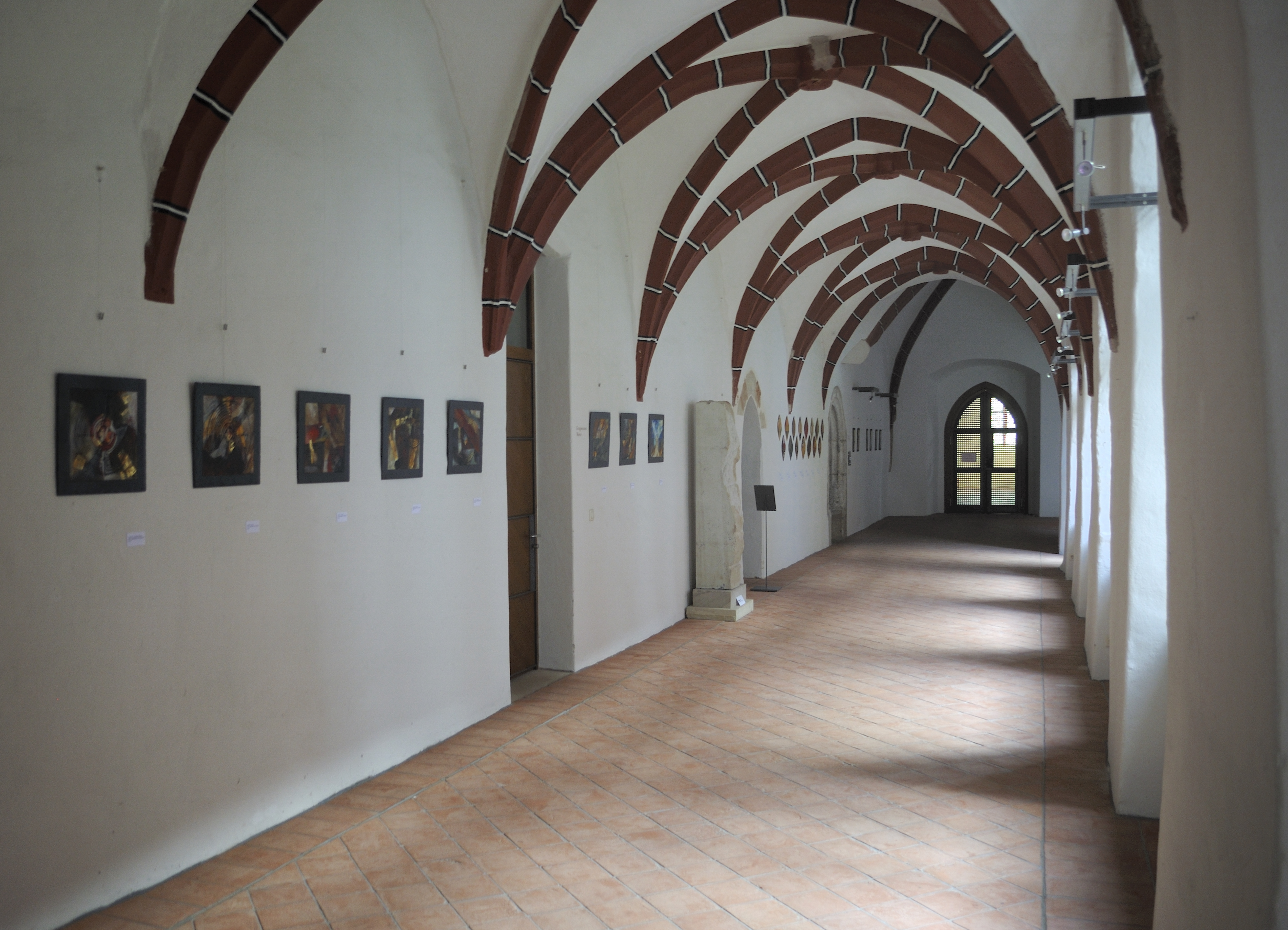
Kreuzgang
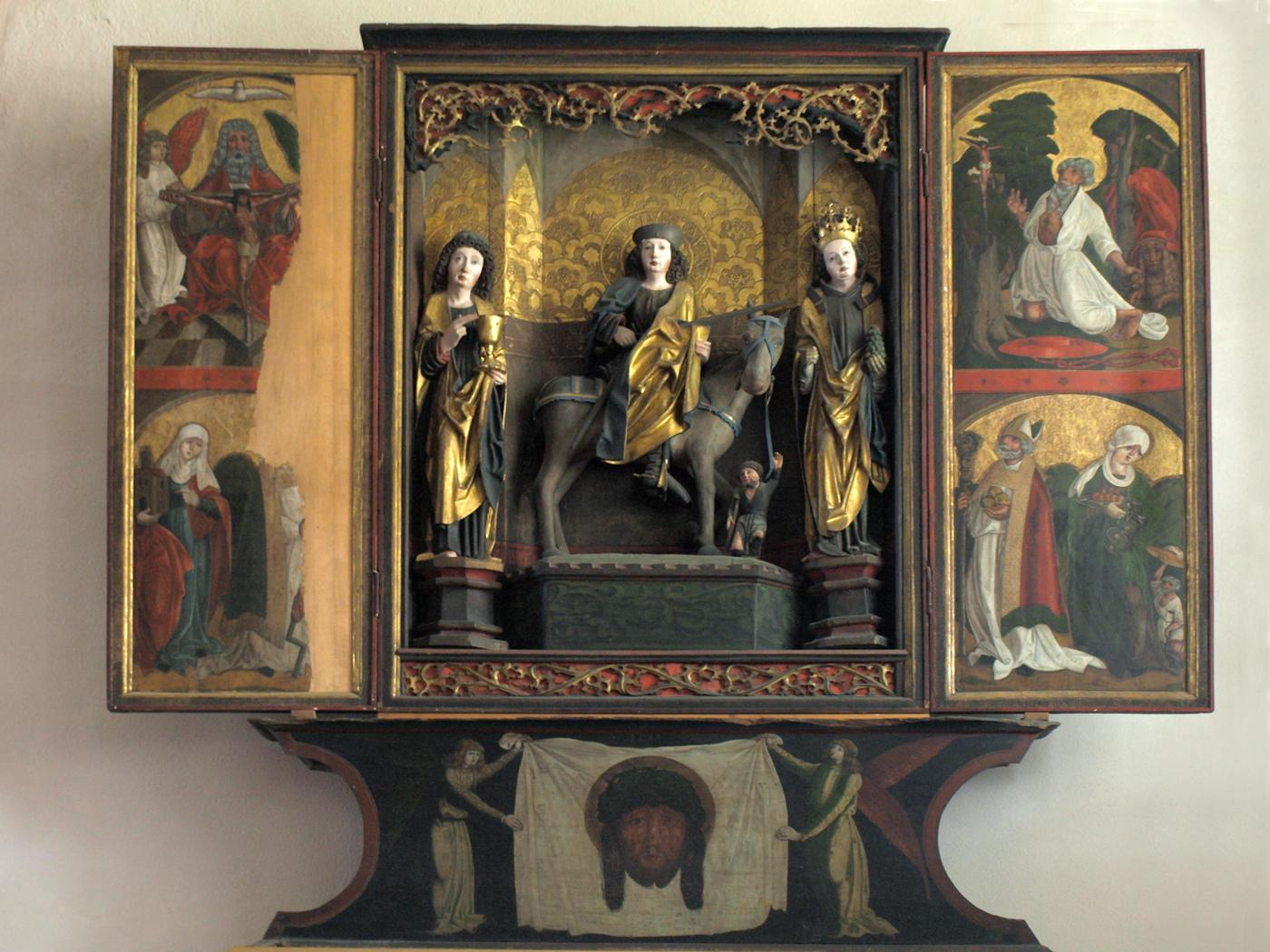
Martinsaltar von 1503
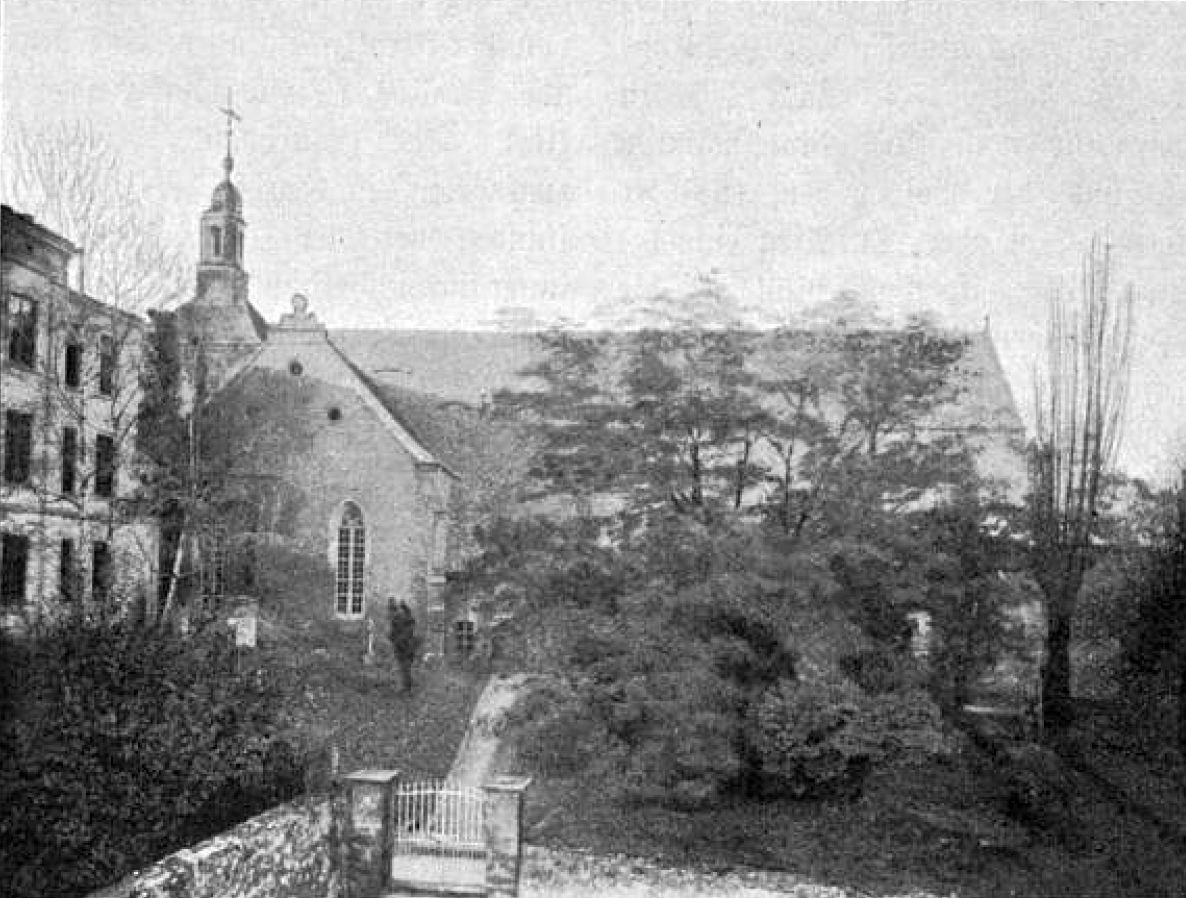
Ansicht um 1902
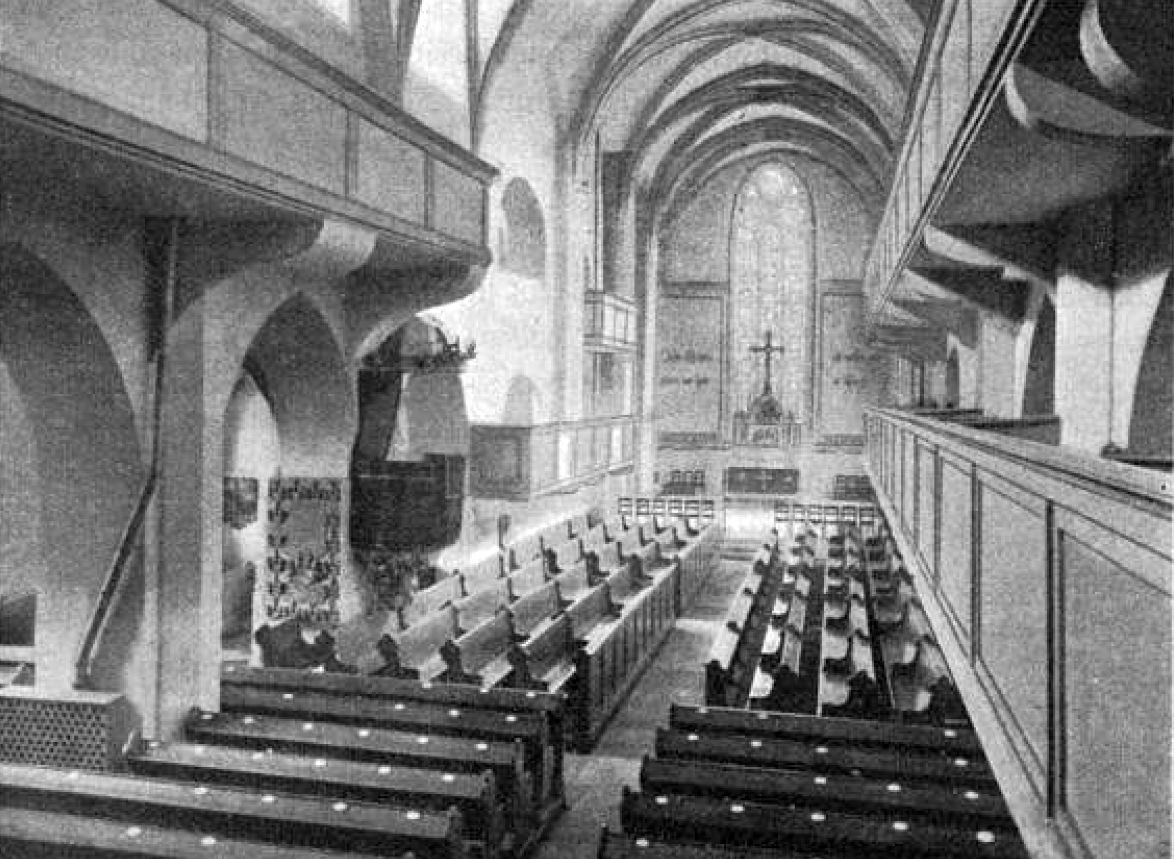
Innenraum um 1902
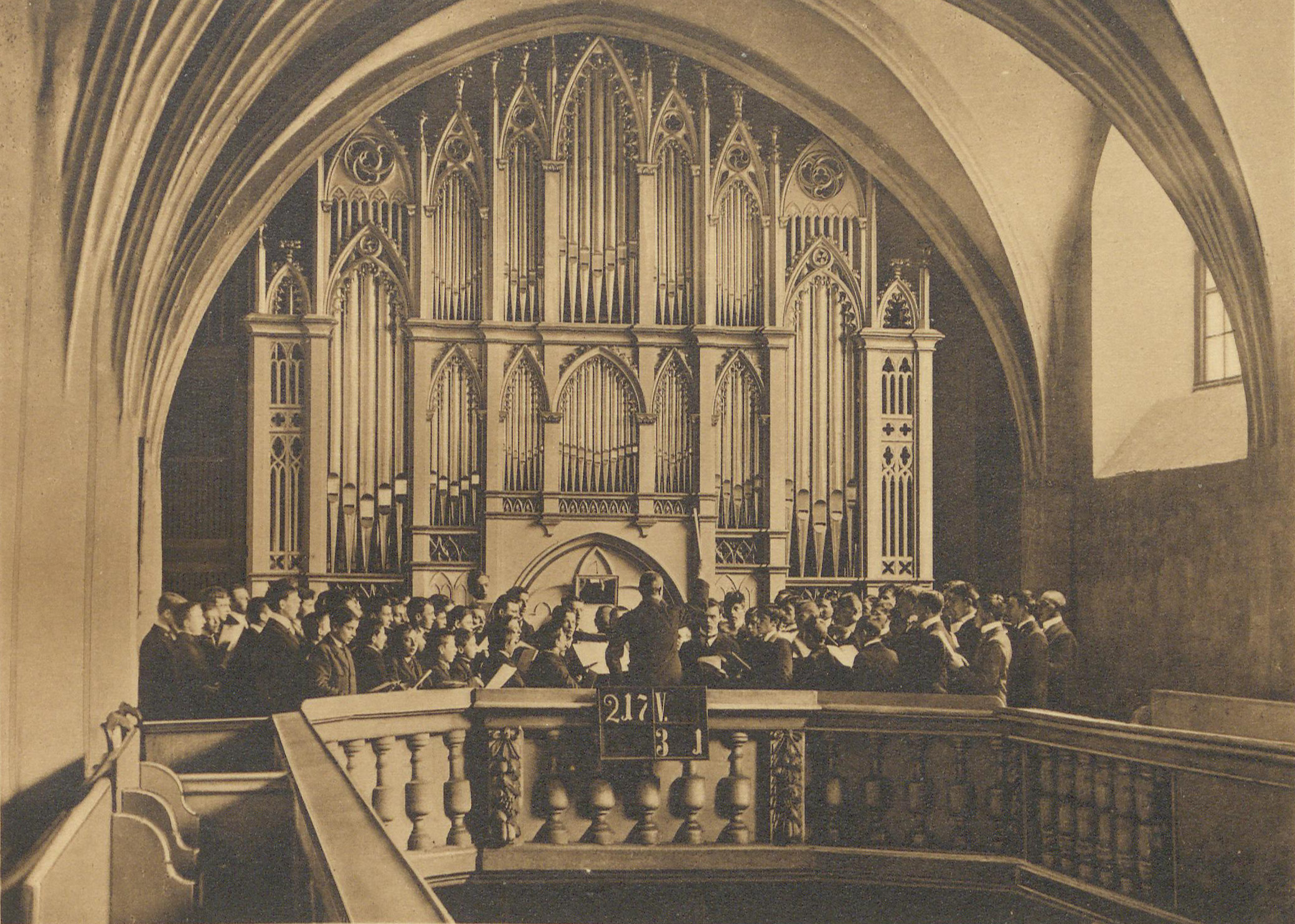
Schulchor in der Kirche um 1910

### Orgel

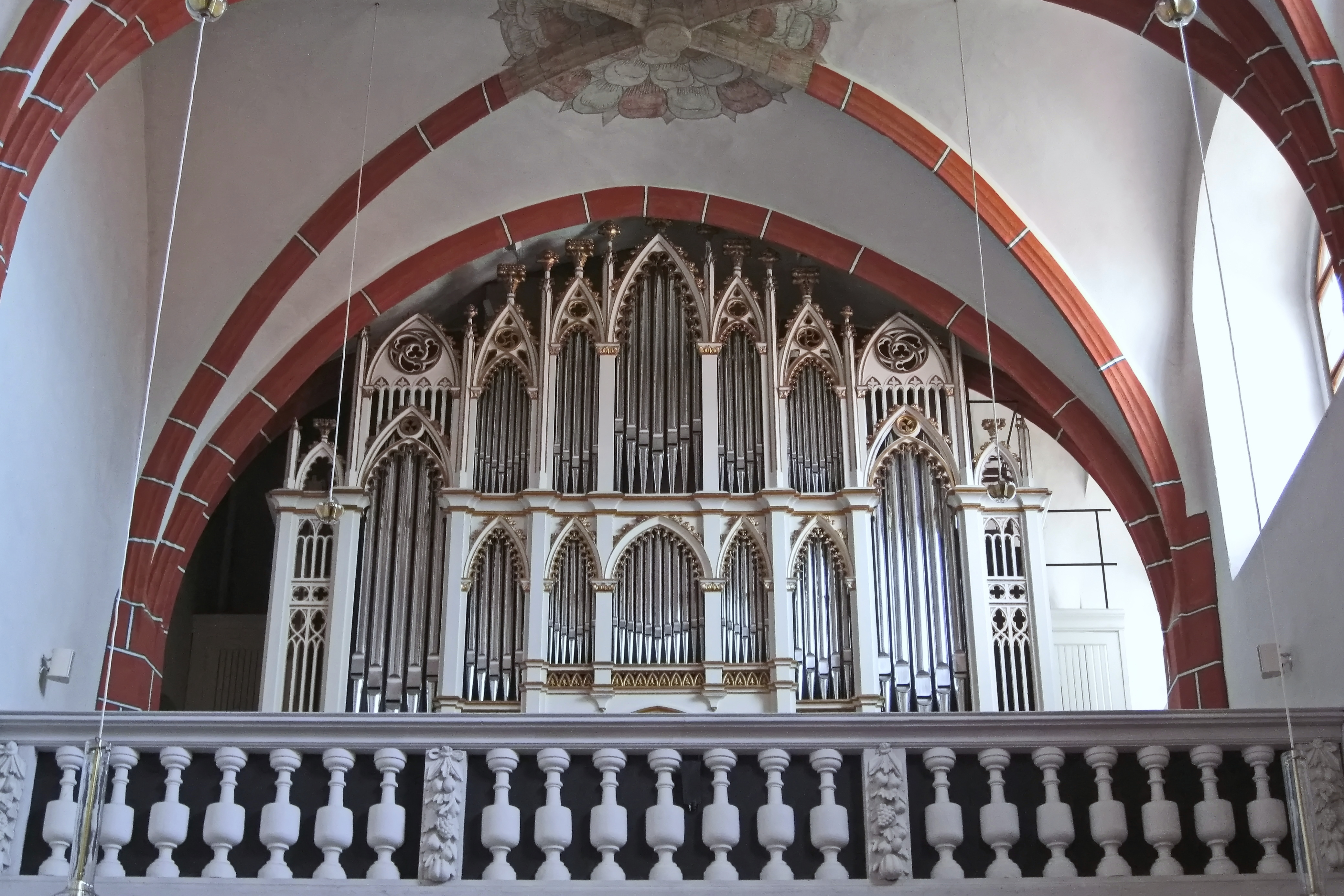
Eule-Orgel Meißen in St. Afra

Orgelbaumeister Friedrich Pfützner aus Cölln an der Elbe, heute ein rechts der Elbe gelegener Stadtteil von Meißen, erbaute 1847 eine Orgel mit zwei Manualen und einem Pedal. Sie besaß 31 Register. 1904 wurde ein starker Holzwurmbefall festgestellt. Lediglich das neogotische Prospektgehäuse konnte erhalten werden. Der Bau einer neuen Orgel wurde ausgeschrieben. Das Orgelbauunternehmen Hermann Eule aus Bautzen erhielt den Zuschlag und begann 1907 mit dem Bau einer neuen Orgel unter Wiederverwendung des noch erhaltenen Orgelprospektes seine erste pneumatisch gesteuerte Orgel. Pfingsten 1908 erfolgte die Weihe.
1945 war die Orgel stark beschädigt. Das Orgelbauunternehmen Eule begann 1947 mit der Instandsetzung. Das Werk wurde repariert und umgebaut (Umdisponierung und Entnahme von Pfeifen der romantischen Register). Die Orgel wurde wieder spielbar. In den Nachkriegsjahren konnten u. a. aufgrund von Materialknappheit nur notdürftige Reparaturen vorgenommen werden. Eine Generalsanierung wäre zu dieser Zeit schon nötig gewesen. In den 1960/70er Jahren wurde die Orgel wieder nur notdürftig repariert. Im Zuge von Umbaumaßnahmen im Kirchengebäude wurde die Orgelempore erweitert. Ab 2002 war die Orgel dann nicht mehr bespielbar. 2010 nach erneuter mehrjähriger Sanierung der Kirche konnte mit Unterstützung durch Spenden aus der Bevölkerung, der Evangelischen Landeskirche und einer weiteren Stiftung, ab dem Jahr 2013 die 360.000 Euro teure Generalsanierung der Orgel erfolgen. Ausgeführt wurde diese von dem Orgelbauunternehmen Voigt aus Bad Liebenwerda. Unter der Leitung des Orgelbaumeisters Stefan Pilz des Orgelbauunternehmens Voigt wurde nach neunzehn Monaten auch der ehemalige spätromantische Klang wiederhergestellt.
Die restaurierte Orgel hat nun 2 Manuale und Pedal an 5 Werken und 34 Register.